# Kandice Tanner

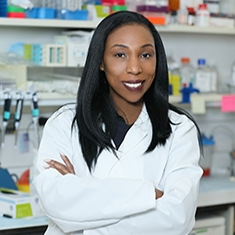
Kandice Tanner

Kandice Tanner (* 14. April 1980 in Port of Spain) ist eine in den USA tätige Biophysikerin und Krebsforscherin aus Trinidad und Tobago. Sie arbeitet derzeit als wissenschaftliche Mitarbeiterin am National Cancer Institute im Labor für Zellbiologie, wo sie eine Arbeitsgruppe zur Morphodynamik von Gewebe leitet. Für die Zeit von 2022 bis 2025 gehört sie dem Generalrat der American Physical Society an.
In ihren Arbeiten kombiniert Tanner Methoden der Biophysik und der Zellbiologie. Generelles Ziel ist das Verständnis von Zellen und Gewebe und deren Interaktionen mit ihrer jeweiligen Mikroumgebung. Ihr Team untersucht zudem die Mechanismen, über die Tumorzellen weitere Organe befallen können. Dabei kommen auch in vivo verschiedene Live-Bildgebungsverfahren zum Einsatz.

## Werdegang
Tanner wuchs in Trinidad und Tobago auf, wo sie auch ihre Schullaufbahn absolvierte. Da sie sich auf Mathematik spezialisieren wollte, musste sie dort von einer Mädchen- auf eine Jungenschule wechseln, wo sie als eine von insgesamt sechs Schülerinnen auf ca. 1200 Schüler traf. Ihr Vater war als Ingenieur tätig. Sie erhielt ein Stipendium für ein Studium in den Vereinigten Staaten und studierte ab 1998 an der South Carolina State University, wo sie einen dualen Bachelor-Abschluss in Physik und Elektrotechnik erhielt.
Tanner promovierte 2006 an der University of Illinois at Urbana-Champaign bei Enrico Gratton. Ihre Doktorarbeit trägt den Titel “Cat”-ology : spectrally resolved neurophotonics in the mammalian brain and phantom studies. Als Postdoc spezialisierte sie sich an der University of California, Irvine auf dynamische Bildgebung von dickem Gewebe. Nach einer Station am Lawrence Berkeley National Laboratory ist sie seit Juli 2012 am National Cancer Institute in Bethesda (Maryland) tätig und nimmt seit 2020 an einem Tenure-Track-Programm teil. Mit Stand vom April 2023 ist sie Assistenzprofessorin an der University of Maryland, College Park.

## Ehrungen, Auszeichnungen, Mitgliedschaften
Sie ist Fellow der American Physical Society und der American Society for Cell Biology. 2021 wurde ihr der Arthur S. Flemming Award zuerkannt. In demselben Jahr erhielt sie den National Cancer Institute Director’s Award für Grundlagenforschung. Im Jahr 2023 wurde sie mit der Max-Planck-Humboldt-Medaille ausgezeichnet.

## Veröffentlichungen (Auswahl)

### Hochschulschriften
- Cat-ology: spectrally resolved neurophotonics in the mammalian brain and phantom studies. 2006 (illinois.edu [PDF; 4,3 MB] Dissertation, University of Illinois at Urbana-Champaign).

### Fachartikel
- Theresa A. Ulrich, Amit Jain, Kandice Tanner, Joanna L. MacKay, Sanjay Kumar: Probing cellular mechanobiology in three-dimensional culture with collagen–agarose matrices. In: Biomaterials. Band 31, Nr. 7, März 2010, S. 1875–1884, doi:10.1016/j.biomaterials.2009.10.047.
- Kandice Tanner, Hidetoshi Mori, Rana Mroue, Alexandre Bruni-Cardoso, Mina J. Bissell: Coherent angular motion in the establishment of multicellular architecture of glandular tissues. In: Proceedings of the National Academy of Sciences of the United States of America. Band 109, Nr. 6, 2012, S. 1973–1978, doi:10.1073/pnas.1119578109.
- Kandice Tanner, Michael M. Gottesman: Beyond 3D culture models of cancer. In: Science Translational Medicine. Band 7, Nr. 283, 15. April 2015, S. 283ps9, doi:10.1126/scitranslmed.3009367.
- Colin D. Paul, Kevin Bishop, Alexus Devine, Elliott L. Paine, Jack R. Staunton, Sarah A. Thomas, Joanna Thomas, Andrew D. Doyle, Lisa M. Miller Jenkins, Nicole Y. Morgan, Kandice Tanner: Tissue Architectural Cues Drive Organ Targeting of Tumor Cells in Zebrafish. In: Cell systems. Band 9, Nr. 2, 28. August 2019, S. 187–206.e16, doi:10.1016/j.cels.2019.07.005.